# Liste der Biografien/Wii
Liste der Biografien |
Portal Biografien |
Personensuche
# |
A |
B |
C |
D |
E |
F |
G |
H |
I |
J |
K |
L |
M |
N |
O |
P |
Q |
R |
S |
T |
U |
V |
W |
X |
Y |
Z |
?
 
Wa |
Wc |
Wd |
We |
Wh |
Wi |
Wj |
Wl |
Wn |
Wo |
Wr |
Ws |
Wt |
Wu |
Ww |
Wy |
Wz
 
Wia |
Wib |
Wic |
Wid |
Wie |
Wif |
Wig |
Wih |
Wii |
Wij |
Wik |
Wil |
Wim |
Win |
Wio |
Wip |
Wir |
Wis |
Wit |
Wiv |
Wiw |
Wix |
Wiz
Die Liste der Biografien führt alle Personen auf, die in der deutschsprachigen Wikipedia einen Artikel haben. Dieses ist eine Teilliste mit 18 Einträgen von Personen, deren Namen mit den Buchstaben „Wii“ beginnt.

## Wii

### Wiig
- Wiig, Kristen (* 1973), US-amerikanische Schauspielerin, Synchronsprecherin und KomödiantinKristen Wiig (* 1973)

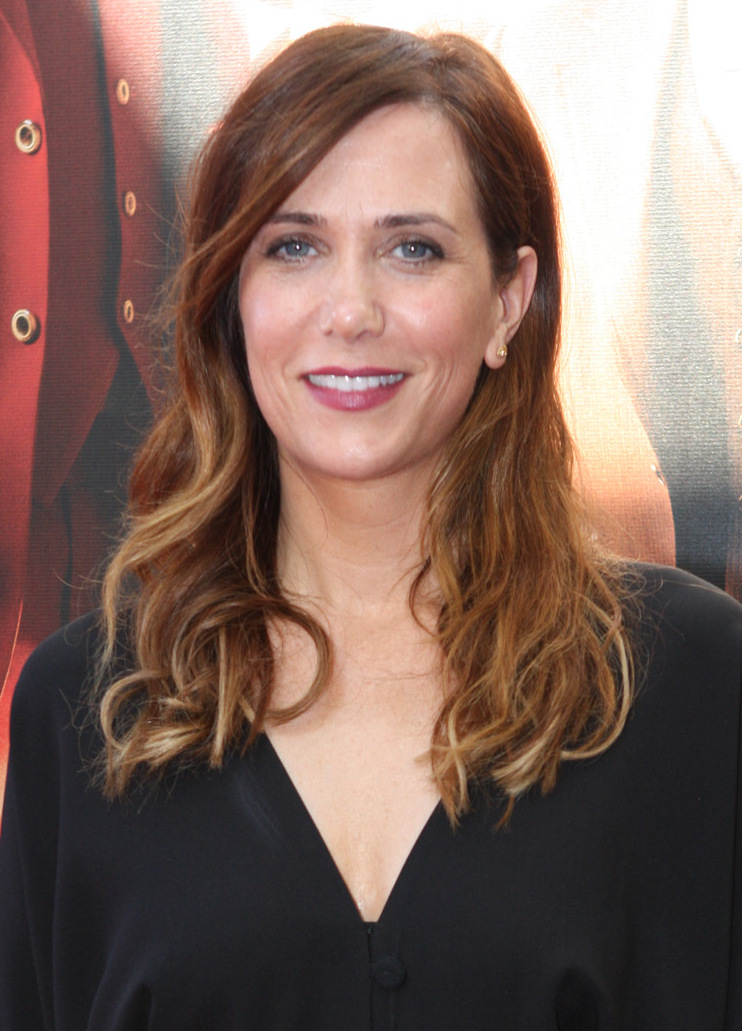
Kristen Wiig (* 1973)

- Wiig, Sivert (* 1997), norwegischer Skilangläufer

### Wiik
- Wiik, Aurélien (* 1980), französischer Schauspieler
- Wiik, Bjørn (1937–1999), norwegischer Physiker und Wissenschaftsmanager
- Wiik, Fredrik Johan (1839–1909), finnischer Mineraloge und Geologe
- Wiik, Gustav (1878–1906), norwegischer Polarforscher
- Wiik, Håvard (* 1975), norwegischer Jazzpianist
- Wiik, Karl H. (1883–1946), finnischer Politiker
- Wiik, Lisa (* 1979), norwegische Snowboarderin
- Wiik, Maria (1853–1928), finnische Malerin
- Wiik, Melissa (* 1985), norwegische Fußballspielerin
- Wiik, Øystein (* 1956), norwegischer Schauspieler, Musicaldarsteller, Songwriter und Schriftsteller
- Wiikman, Miika (* 1984), schwedisch-finnischer Eishockeytorwart

### Wiin
- Wiinblad, Bjørn (1918–2006), dänischer Maler und Grafiker

### Wiio
- Wiio, Osmo A. (1928–2013), finnischer Kommunikationswissenschaftler

### Wiir
- Wiiralt, Eduard (1898–1954), estnischer Graphiker, Bildhauer und Maler

### Wiit
- Wiitala, John, US-amerikanischer Jazzmusiker (Bass)
- Wiitala, Unto (1925–2019), finnischer Eishockeytorwart und -schiedsrichter